# Басе Дора (Торино)
Басе Дора је насеље у Италији у округу Торино, региону Пијемонт.
Према процени из 2011. у насељу је живело 143 становника. Насеље се налази на надморској висини од 264 м.